# Marek Furmanek
Marek Zbigniew Furmanek (ur. 16 marca 1957 w Konopiskach, zm. 25 lipca 2019 w Zielonej Górze) – polski pedagog, dr hab. nauk humanistycznych, profesor nadzwyczajny Wydziału Pedagogiki, Psychologii i Socjologii Uniwersytetu Zielonogórskiego i Wielkopolskiej Wyższej Szkoły Społecznej i Ekonomicznej w Środzie Wielkopolskiej.

## Życiorys
Syn Wiktora i Stanisławy. Odbył studia w zakresie elektroniki na Wydziale Automatyki, Elektroniki i Informatyki Politechniki Śląskiej, a także w Moskiewskim Instytucie Energetycznym, gdzie w 1990 obronił pracę doktorską, otrzymując doktorat, a w 1999 habilitował się na podstawie oceny dorobku naukowego i pracy. Od 2012 do 2014 piastował stanowisko prodziekana na Wydziale Pedagogiki, Socjologii i Nauk o Zdrowiu Uniwersytetu Zielonogórskiego.
Pełnił funkcję profesora nadzwyczajnego w Instytucie Pedagogiki na Wydziale Pedagogiki, Psychologii i Socjologii Uniwersytetu Zielonogórskiego, oraz w Wielkopolskiej Wyższej Szkole Społecznej i Ekonomicznej w Środzie Wielkopolskie. Był członkiem Polskiego Towarzystwa Technologii i Mediów Edukacyjnych.
Do śmierci był dziekanem Wydziału Pedagogiki, Psychologii i Socjologii Uniwersytetu Zielonogórskiego. Zmarł 25 lipca 2019.

## Odznaczenia
- Medal Komisji Edukacji Narodowej[1]